# Hija de las Montañas Reyhan (canción)
Hija de las Montañas Reyhan (en azerí: Dağlar qızı Reyhan) es una canción popular azerbaiyana.

## Historia

### Origen
Según la leyenda, la canción habla de Reyhan, quien derrotó a los Dashnaks en la región Gəlinqaya de Quba. Durante los eventos de marzo de 1918, los Dashnaks atacaron una boda azerbaiyana y mataron al novio, mientras que la novia huyó a las montañas y se escondió. Más tarde, la novia llamada Reyhan, que reunió un destacamento, derrotó a los Dashnaks. Reyhan fue arrestado por la administración soviética en 1928, pero luego escapó. Luego vivió su vida en un monasterio bajo un nombre falso.

### Actuación
En 1959, Fikret Amirov compuso la música para el poema Hija de las Montañas Reyhan. Según un rumor, la letra de la canción pertenece al poeta Talat Eyyubov. La canción fue interpretada por primera vez por el Artista del Pueblo de la URSS Rashid Behbudov en 1960, pero la actuación más famosa fue la del Artista del Pueblo de Azerbaiyán Zeynab Khanlarova.
En la estación Inshaatchilar del metro de Bakú se escuchan partes de la canción Hija de las Montañas Reyhan.